# آرامگاه میان غلام‌شاه کلهورا
آرامگاه میان غلام‌شاه کلهورا یک زیارتگاه مذهبی است که در حیدرآباد، سند، پاکستان واقع شده‌است. این قبر، محل دفن میان غلام‌شاه کلهرو است که در سال ۱۷۷۲ درگذشت و اعتقاد بر این است که بنیانگذار شهر حیدرآباد و همچنین دومین شخصیت مهم در سند، بعد از شاه عبداللطیف بیتای، است. این ساختمان قدیمی‌ترین بنای موجود در حیدرآباد است.

## نگارخانه

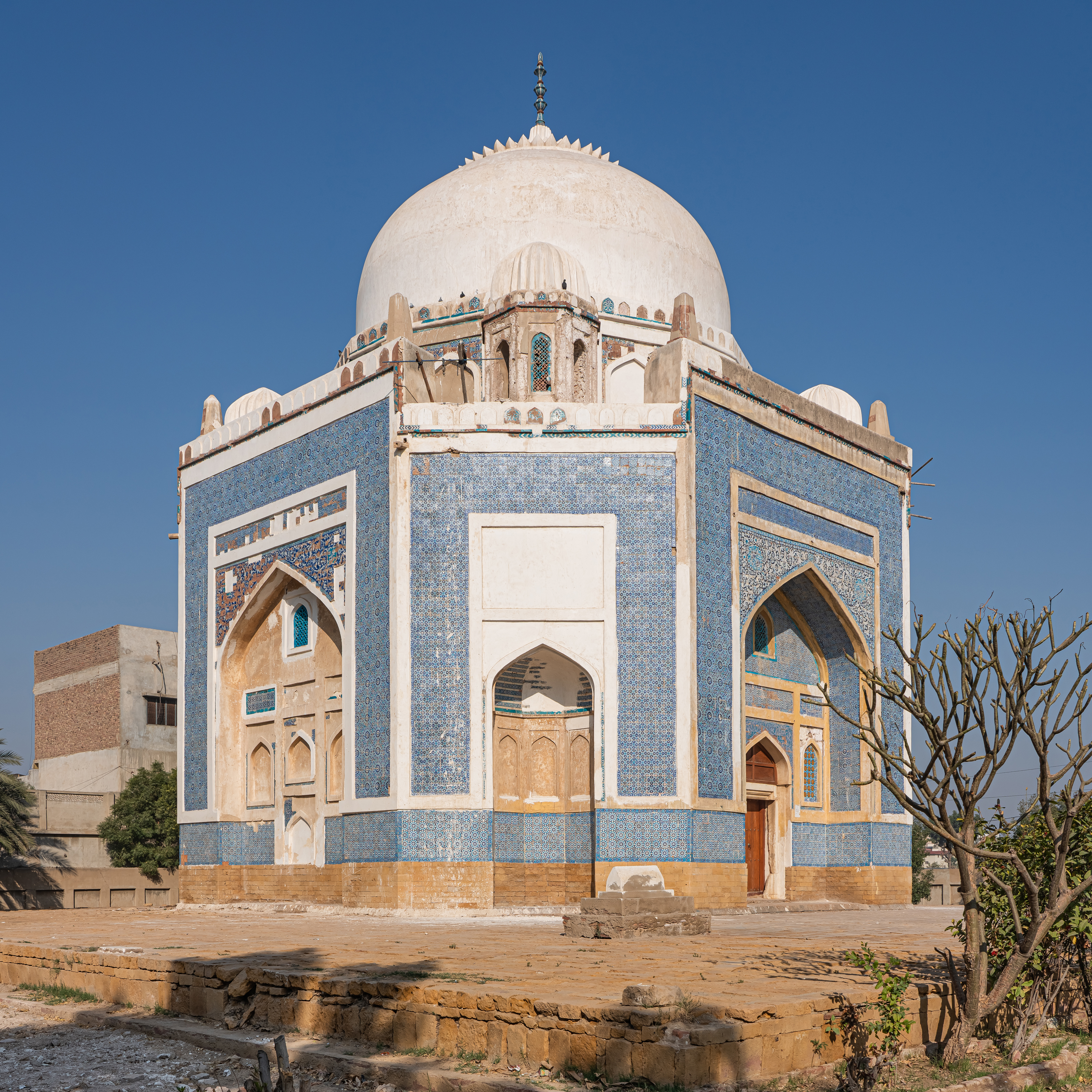
نمای کنار
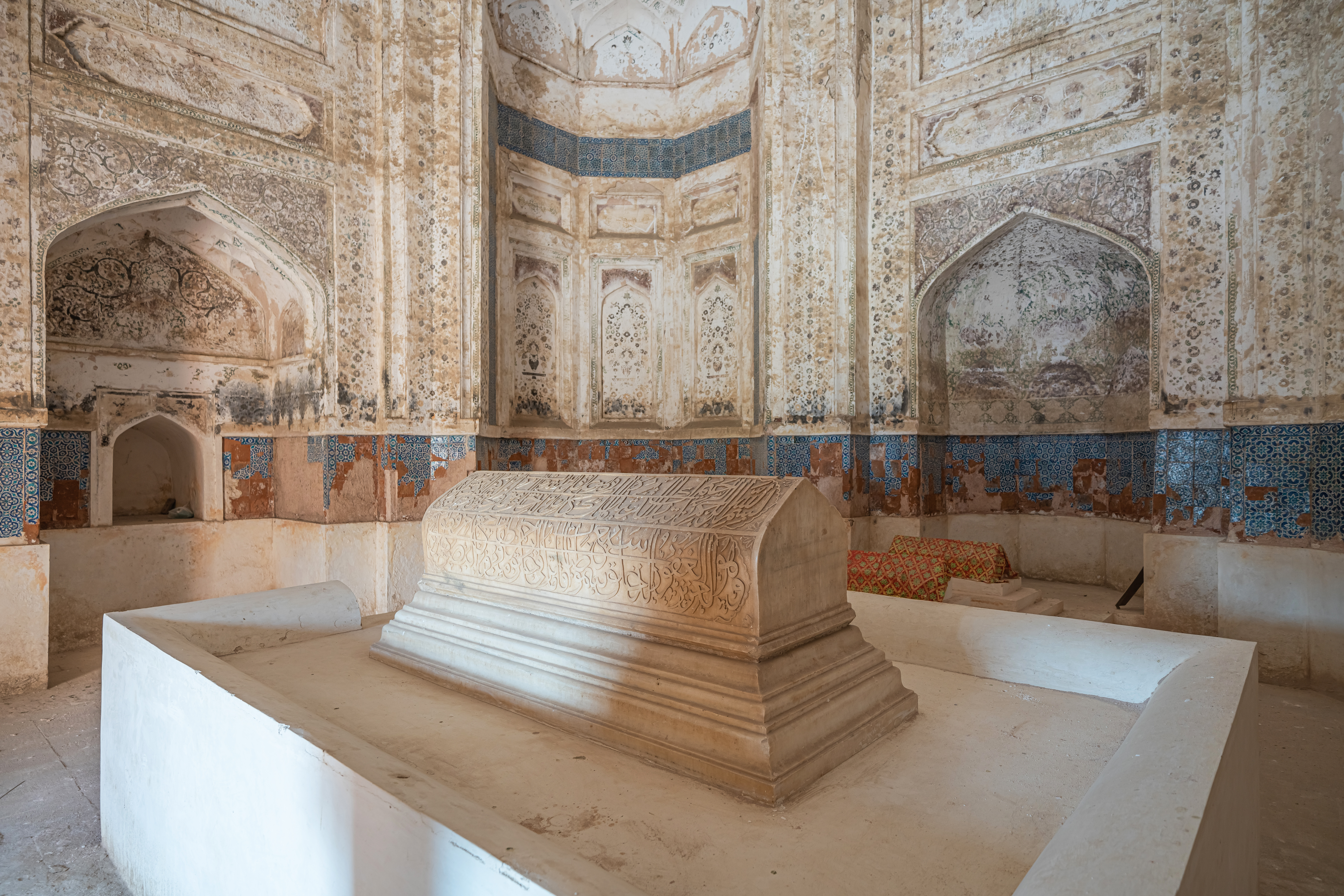
فضای داخلی مقبره
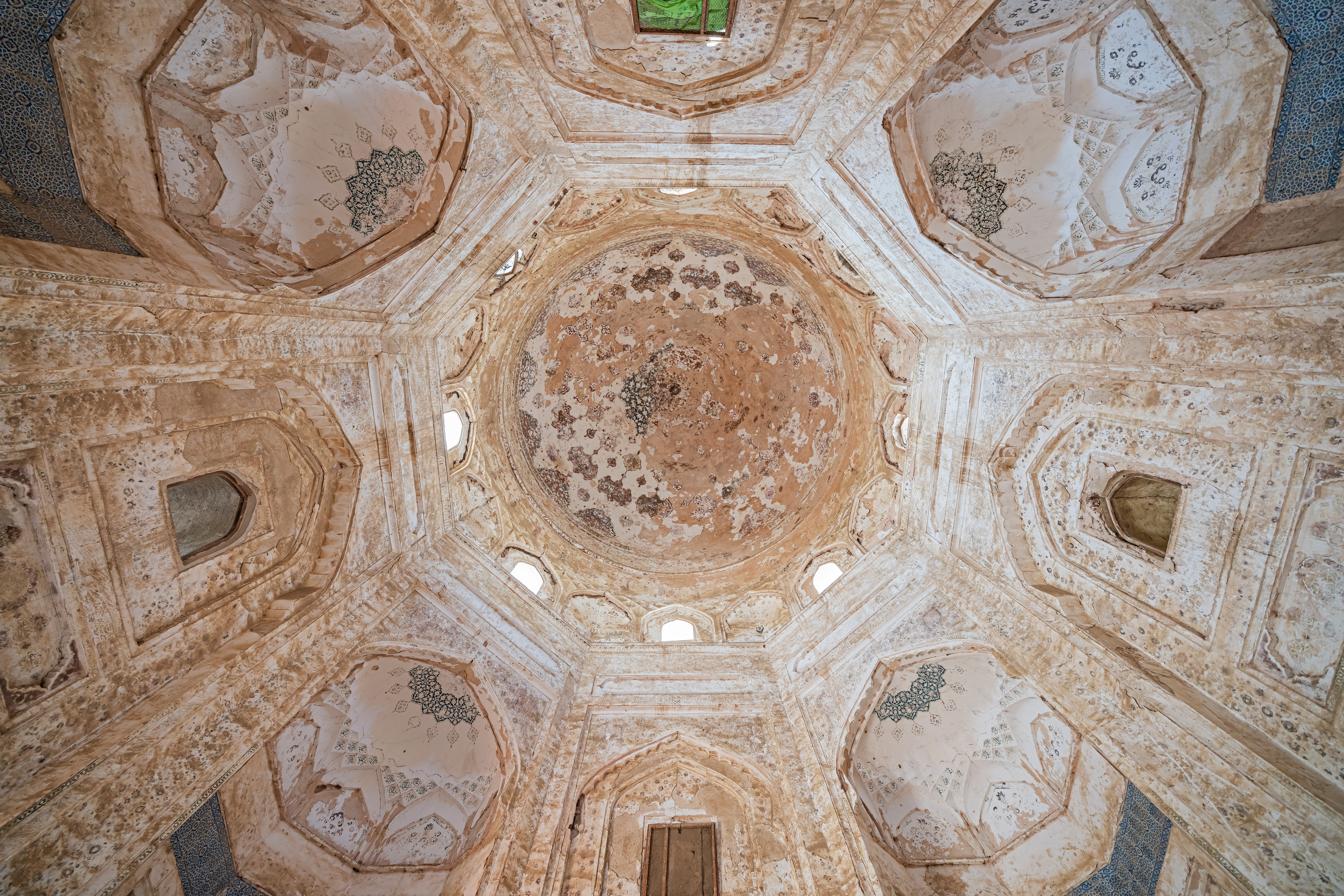
فضای داخلی گنبد